# Pogonotriccus ophthalmicus
El  orejerito jaspeado (Pogonotriccus ophthalmicus) también denominado atrapamoscas marmorado o marmóreo (en Colombia y Venezuela), orejerito caripunteado (en Ecuador), moscareta-cerdosa de cara jaspeada (en Perú) o atrapamoscas de cara marmórea es una especie de ave paseriforme de la familia Tyrannidae, perteneciente al género Pogonotriccus, anteriormente colocada en el género Phylloscartes por diversos autores. Es nativo del norte y de regiones andinas del noroeste y oeste de América del Sur.

## Distribución y hábitat
Las tres subespecies se distribuyen respectivamente por las montañas costeras e interiores del norte de Venezuela (Yaracuy, y desde Carabobo hacia el este hasta Caracas y Aragua); por los Andes centrales y occidentales de Colombia, noroeste y este de Ecuador y faldeos orientales de Perú (al sur hasta Ayacucho) y por el sureste del Perú (Cuzco, Madre de Dios) hacia el sur hasta el norte de Bolivia (La Paz, Cochabamba, oeste de Santa Cruz).
Esta especie es considerada localmente bastante común en sus hábitats naturales: los estratos bajo y medio de bosques montanos y en sus bordes, principalmente entre los 800 y los 2200 m de altitud.

## Sistemática

### Descripción original
La especie P. ophthalmicus fue descrita por primera vez por el ornitólogo polaco Władysław Taczanowski en 1874 bajo el mismo nombre científico; su localidad tipo es: « Amable María, valle de Chanchamayo, Perú».

### Etimología
El nombre genérico masculino «Pogonotriccus» se compone de las palabras del griego «pōgōn, pōgonōs» que sinifica ‘barba’, y «τρικκος trikkos»: pequeño pájaro no identificado; en ornitología, triccus significa «atrapamoscas tirano»; y el nombre de la especie «ophthalmicus» en latín significa ‘de los ojos’.

### Taxonomía
Esta especie, que exhibe características morfológicas y comportamentales diferenciadas, ya era situada en el género Pogonotriccus por el Congreso Ornitológico Internacional (IOC),  así como por diversos otros autores, y en Phylloscartes por otros. Finalmente, los amplios estudios genéticos de Harvey et al. (2020) confirmaron que Phylloscartes y Pogonotriccus constituyen dos clados diferentes. Sobre estas evidencias, el Comité de Clasificación de Sudamérica (SACC), en la Propuesta No 959 reconocío la inclusión de esta y otras especies en Pogonotriccus.

### Subespecies
Según las clasificaciones del Congreso Ornitológico Internacional (IOC) y Clements Checklist/eBird se reconocen tres subespecies, con su correspondiente distribución geográfica:
- Pogonotriccus ophthalmicus ophthalmicus Taczanowski, 1874 – Andes de Colombia al noroeste de Venezuela, este de Ecuador y norte de Perú.
- Pogonotriccus ophthalmicus ottonis Berlepsch, 1901 – Andes del sureste de Perú (Puno) y oeste de Bolivia.
- Pogonotriccus ophthalmicus purus Todd, 1952 – cordillera de la Costa del norte de Venezuela (Yaracuy al Distrito Federal).